# Каракемер (Рыскуловский район)
Каракемер (каз. Қаракемер) — село в Рыскуловском районе Жамбылской области Казахстана. Входит в состав Кумарыкского сельского округа. Находится примерно в 155 км к западу от районного центра, села Кулан. Код КАТО — 315041600.

## Население
В 1999 году население села составляло 243 человека (123 мужчины и 120 женщин). По данным переписи 2009 года, в селе проживало 838 человек (410 мужчин и 428 женщин).